# ニース天文台

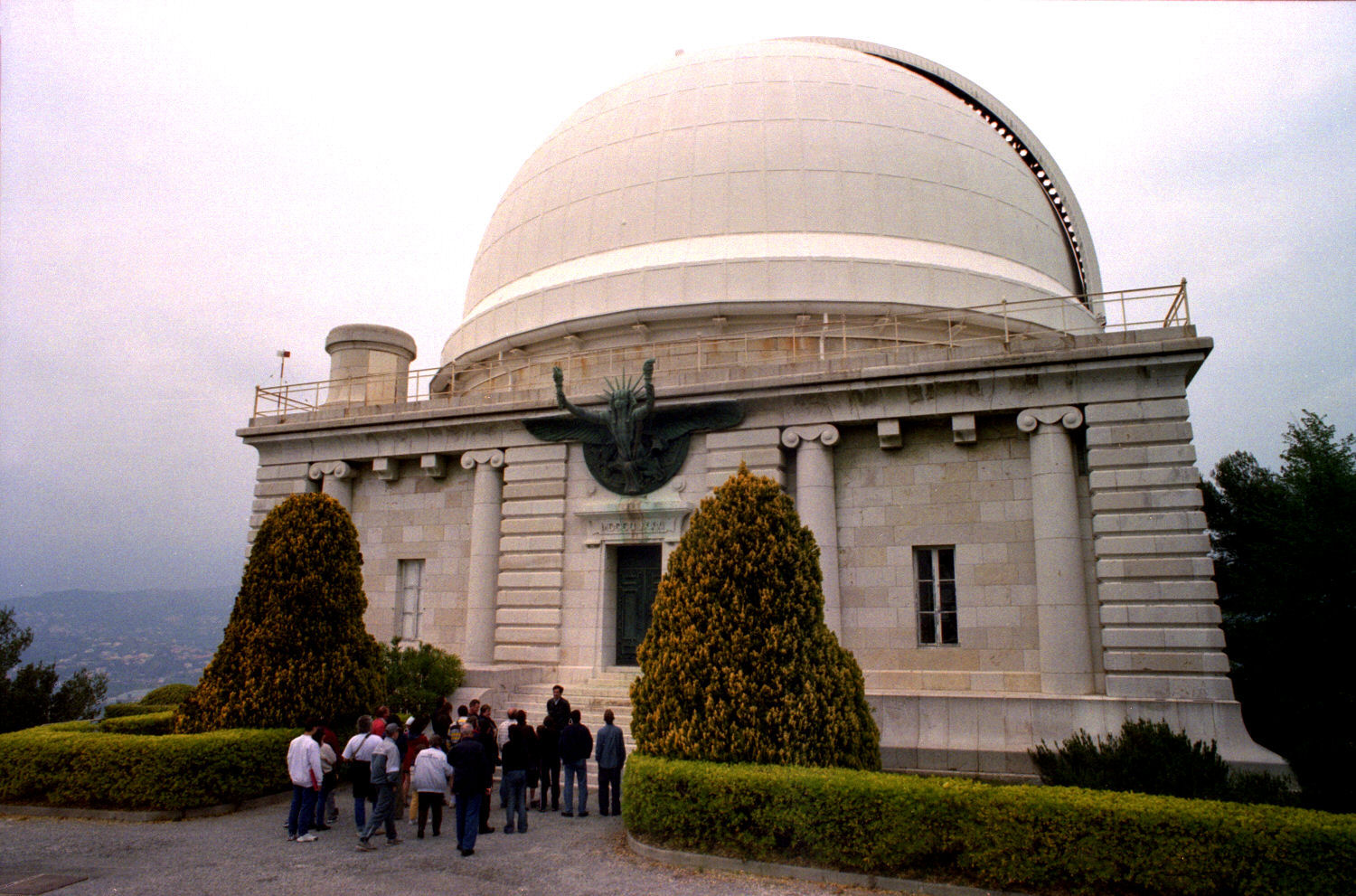
The main dome

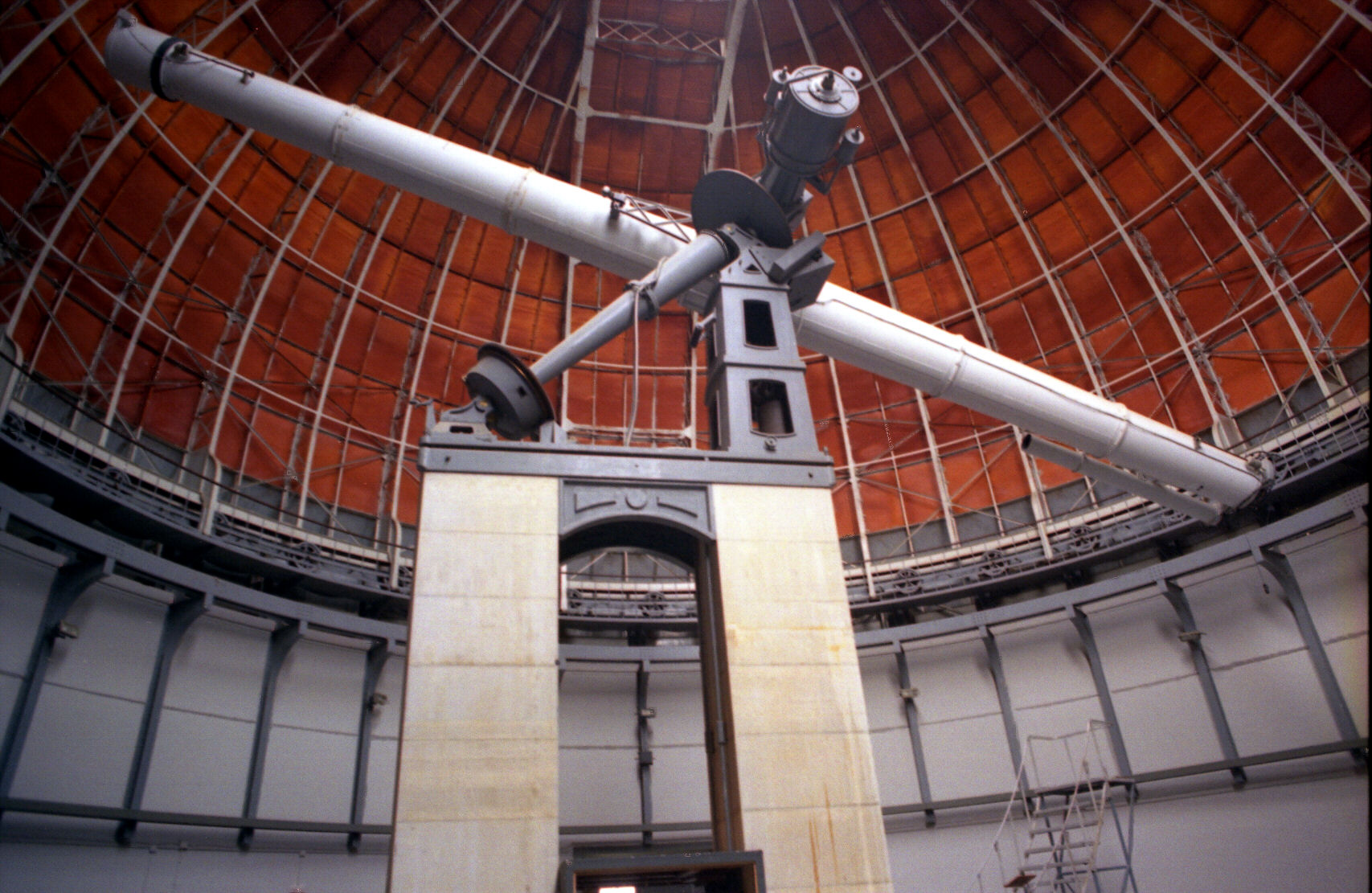
The 76-cm refractor at Nice Observatory

ニース天文台（Observatoire de Nice）はフランスのニースのモン・グロ (Mont Gros) の頂上にある天文台である。1879年に銀行家のRaphaël Bischoffsheimによって設立された。シャルル・ガルニエの設計により建築され、メインドームはギュスターヴ・エッフェルが設計した。現在はコートダジュール天文台（Observatoire de la Côte d'Azur、OCA）と呼ばれるが、一般的にはニース天文台の名称で知られる。
1888年に使用が開始された76-cm (30-inch) 屈折望遠鏡は当時の世界最大の望遠鏡であったが、翌年リック天文台の36-inch (91-cm) 反射望遠鏡に世界一の座を譲った。
1988年にCERGA (Centre de recherches en géodynamique et astrométrie) と統合されコートダジュール天文台となった。
1999年の映画『サイモン・セズ』、2014年の映画『マジック・イン・ムーンライト』において登場する。